# Dorpskerk (Heesbeen)
De dorpskerk van Heesbeen in de Nederlandse provincie Noord-Brabant is een eenbeukige, rechtgesloten kerk met rondboogvensters uit de 18de eeuw. Het schip heeft onder een pleisterlaag de resten van de noord-en zuidmuur van een romaanse tufsteenkerk, met in de zuidmuur duidelijke sporen van een romaans raam. Het oorspronkelijke koor is in de 18e eeuw vervangen door een bakstenen rechtgesloten koor. De bakstenen toren is veel ouder, waarschijnlijk uit de 14de eeuw.
Opmerkelijk zijn de eiken kansel en de herenbank uit de 18de eeuw; nog opvallender zijn het rouwbord uit 1764 voor Sophia Amalia Maria van Gent, vrouwe van Heesbeen en de gebeeldhouwde zerk voor Willem Torck, heer van Heesbeen (gestorven in 1557) en zijn vrouw Bartha Pieck.
Het front van een orgel is van de hand van Petrus van Oeckelen uit 1823. Het instrument is niet meer aanwezig. Rond het kerkhof is een bakstenen muur gebouwd met een poortgebouw aan de noordzijde. Dit poortgebouw heeft een zadeldak tussen twee topgevels.

## Eigendom en huidig gebruik
Na de kerkscheuring van 2004 voegde het grootste deel van de lidmaten van de (kleine) gemeente zich bij de Hersteld Hervormde Kerk. In 2009 werd het kerkgebouw en begraafplaats voor 50 jaren in erfpacht aan de hersteld hervormde gemeente gegeven. De Hervormde Gemeente, die in 2015 formeel samengevoegd is met Heusden, behoudt het recht om de kerk te gebruiken voor rouw- en trouwdiensten en één zondagse dienst. Van dit laatste wordt op dit moment geen gebruik gemaakt.

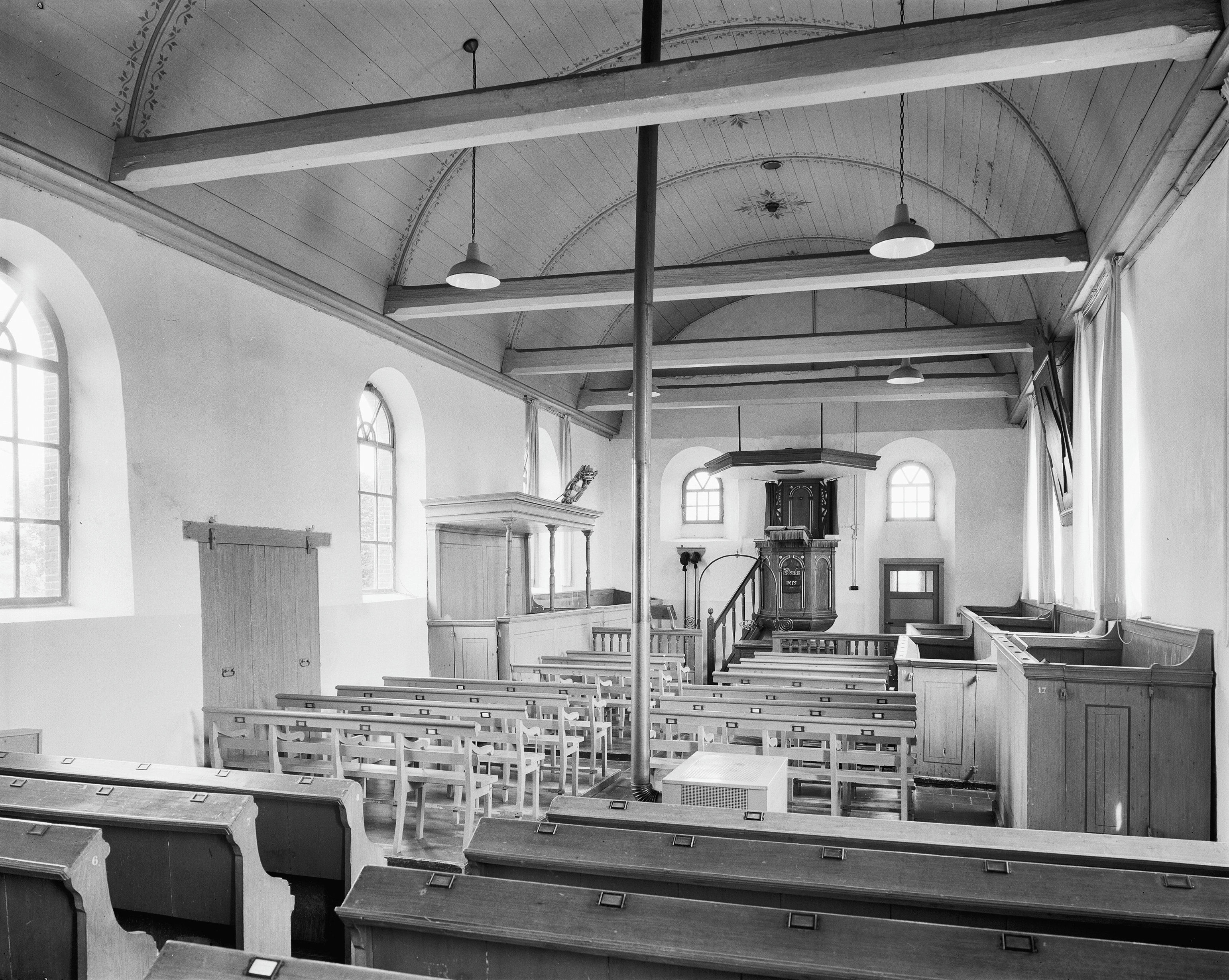
Interieur in 1972